# Nycterosea inconspicua
Nycterosea inconspicua är en fjärilsart som beskrevs av W. Warren 1896. Nycterosea inconspicua ingår i släktet Nycterosea och familjen mätare. Inga underarter finns listade i Catalogue of Life.